# Paulhac-en-Margeride
Pour les articles homonymes, voir Paulhac et Margeride (homonymie).
Paulhac-en-Margeride est une commune française, située dans le nord du département de la Lozère en région Occitanie.
Exposée à un climat de montagne, elle est drainée par la Desges et par divers autres petits cours d'eau. La commune possède un patrimoine naturel remarquable : un site Natura 2000 (la « montagne de la Margeride ») et quatre zones naturelles d'intérêt écologique, faunistique et floristique.
Paulhac-en-Margeride est une commune rurale qui compte 92 habitants en 2022, après avoir connu un pic de population de 350 habitants en 1881. Ses habitants sont appelés les Paulhacois ou  Paulhacoises.

## Géographie

### Localisation
Paulhac-en-Margeride est la commune la plus dans le nord du département de la Lozère. Elle est limitrophe des départements de la Haute-Loire et du Cantal.
Elle est surmontée par le mont Grand, le Montchauvet, le mont Mouchet et est parcourue par la D 989 qui rejoint le Malzieu-Ville en passant par le col de la Croix du Fau à 1 268 mètres d'altitude.

### Communes limitrophes
Les communes limitrophes sont  Auvers, Clavières, Julianges, La Besseyre-Saint-Mary, Le Malzieu-Forain, Saint-Privat-du-Fau et Saugues.
| Clavières (Cantal)  | Auvers (Haute-Loire) | La Besseyre-Saint-Mary (Haute-Loire) |
| Julianges           | Paulhac-en-Margeride |                                      |
| Saint-Privat-du-Fau | Le Malzieu-Forain    | Saugues (Haute-Loire)                |

### Climat
Pour des articles plus généraux, voir Climat de l'Occitanie et Climat de la Lozère.
En 2010, le climat de la commune est de type climat océanique altéré, selon une étude s'appuyant sur une série de données couvrant la période 1971-2000. En 2020, Météo-France publie une typologie des climats de la France métropolitaine dans laquelle la commune est exposée à un climat de montagne ou de marges de montagne et est dans la région climatique Sud-est du Massif Central, caractérisée par une pluviométrie annuelle de 1 000 à 1 500 mm, minimale en été, maximale en automne.
Pour la période 1971-2000, la température annuelle moyenne est de 6,7 °C, avec une amplitude thermique annuelle de 15,2 °C. Le cumul annuel moyen de précipitations est de 922 mm, avec 10,7 jours de précipitations en janvier et 6,6 jours en juillet. Pour la période 1991-2020, la température moyenne annuelle observée sur la station météorologique installée sur la commune est de 7,9 °C et le cumul annuel moyen de précipitations est de 1 061,2 mm,. Pour l'avenir, les paramètres climatiques de la commune estimés pour 2050 selon différents scénarios d'émission de gaz à effet de serre sont consultables sur un site dédié publié par Météo-France en novembre 2022.
| Mois                                  | jan.           | fév.           | mars           | avril         | mai           | juin          | jui.          | août          | sep.          | oct.          | nov.           | déc.           | année      |
| ------------------------------------- | -------------- | -------------- | -------------- | ------------- | ------------- | ------------- | ------------- | ------------- | ------------- | ------------- | -------------- | -------------- | ---------- |
| Température minimale moyenne (°C)     | −2,9           | −3,3           | −0,7           | 1,9           | 5,2           | 8,7           | 10,4          | 10,4          | 7,6           | 5             | 0,6            | −2             | 3,4        |
| Température moyenne (°C)              | 0,1            | 0,2            | 3,5            | 6,6           | 10,3          | 14,6          | 16,4          | 16,3          | 12,7          | 9,1           | 3,7            | 1              | 7,9        |
| Température maximale moyenne (°C)     | 3              | 3,6            | 7,8            | 11,4          | 15,4          | 20,4          | 22,5          | 22,1          | 17,8          | 13,2          | 6,8            | 4              | 12,3       |
| Record de froid (°C) date du record   | −16,5 19.01.17 | −18,3 05.02.12 | −20,5 01.03.05 | −8,3 08.04.03 | −3,9 01.05.04 | −0,9 04.06.01 | 2,8 12.07.00  | 2,9 28.08.11  | −1,2 27.09.10 | −10 25.10.03  | −14 22.11.1998 | −17,4 16.12.01 | −20,5 2005 |
| Record de chaleur (°C) date du record | 19,3 01.01.22  | 19,8 26.02.19  | 21,1 17.03.04  | 23,8 30.04.05 | 29,2 22.05.22 | 35 28.06.19   | 33,3 31.07.20 | 34,6 23.08.23 | 30,3 04.09.23 | 27,7 08.10.23 | 20 07.11.15    | 16,3 09.12.16  | 35 2019    |
| Précipitations (mm)                   | 72,6           | 62,7           | 65,2           | 97,4          | 110,9         | 92            | 84,7          | 84            | 95,3          | 108,2         | 106            | 82,2           | 1 061,2    |

### Milieux naturels et biodiversité

#### Réseau Natura 2000

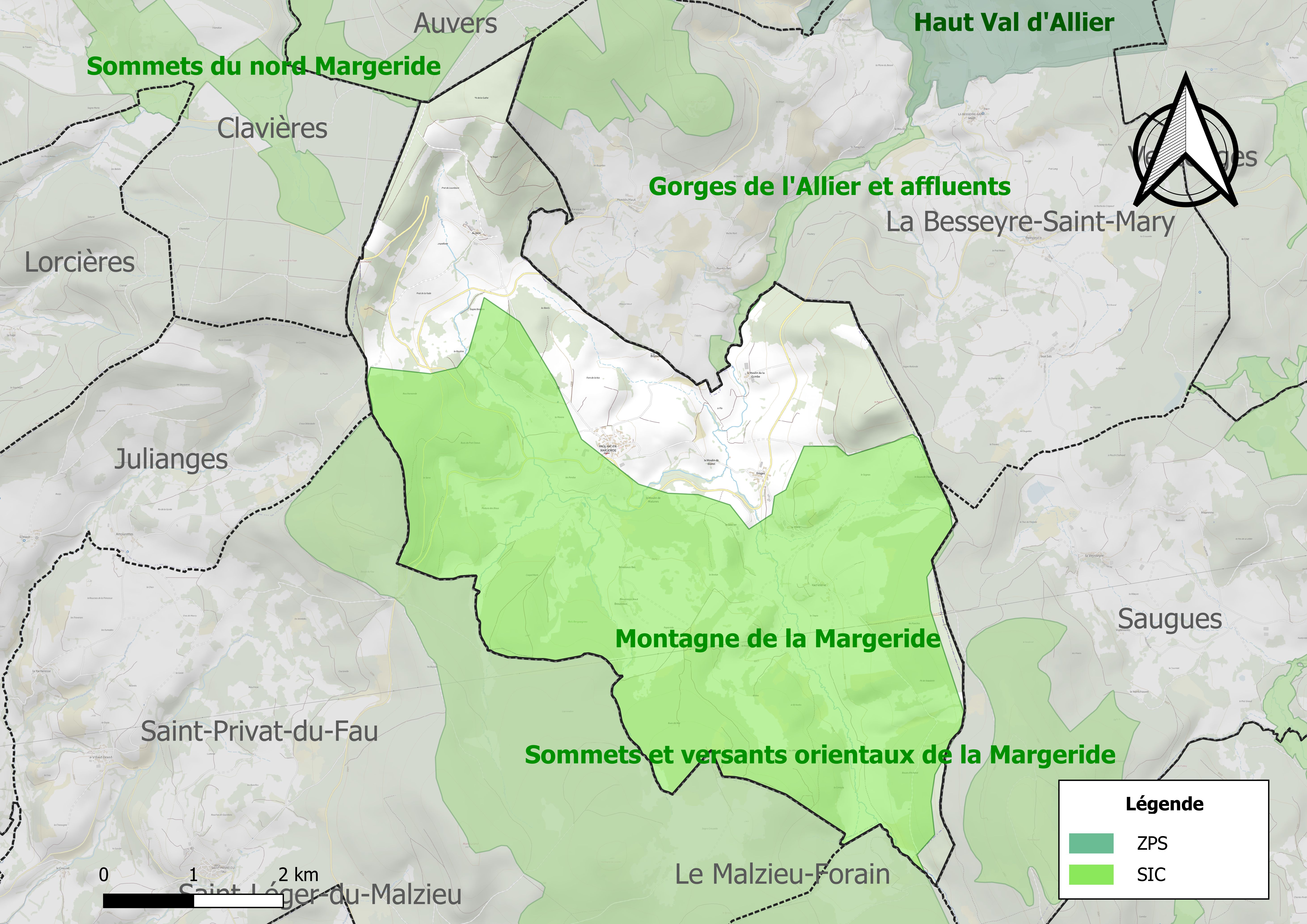
Site Natura 2000 sur le territoire communal.

Le réseau Natura 2000 est un réseau écologique européen de sites naturels d'intérêt écologique élaboré à partir des directives habitats et oiseaux, constitué de zones spéciales de conservation (ZSC) et de zones de protection spéciale (ZPS).
Un site Natura 2000 a été défini sur la commune au titre de la directive habitats : la « montagne de la Margeride », d'une superficie de 9 400 ha, une longue colonne granitique au climat montagnard ayant permis le maintien de tourbières remarquables.

#### Zones naturelles d'intérêt écologique, faunistique et floristique
L’inventaire des zones naturelles d'intérêt écologique, faunistique et floristique (ZNIEFF) a pour objectif de réaliser une couverture des zones les plus intéressantes sur le plan écologique, essentiellement dans la perspective d’améliorer la connaissance du patrimoine naturel national et de fournir aux différents décideurs un outil d’aide à la prise en compte de l’environnement dans l’aménagement du territoire.
Deux ZNIEFF de type 1 sont recensées sur la commune :
le « sud du mont Mouchet, sources de la gourgueyre » (465 ha), couvrant 4 communes dont une dans le Cantal, deux dans la Haute-Loire et une dans la Lozère, et 
les « tourbières de la montagne du Liconès » (319 ha), couvrant 2 communes du département
et deux ZNIEFF de type 2, : 
- la « Margeride » (37 011 ha), couvrant 35 communes dont 13 dans le Cantal, 16 dans la Haute-Loire et six dans la Lozère[13] ;
- la « montagne de la Margeride et massif du plateau du Palais du Roi » (29 590 ha), couvrant 20 communes du département[14].

Cartes des ZNIEFF de type 1 et 2 à Paulhac-en-Margeride.
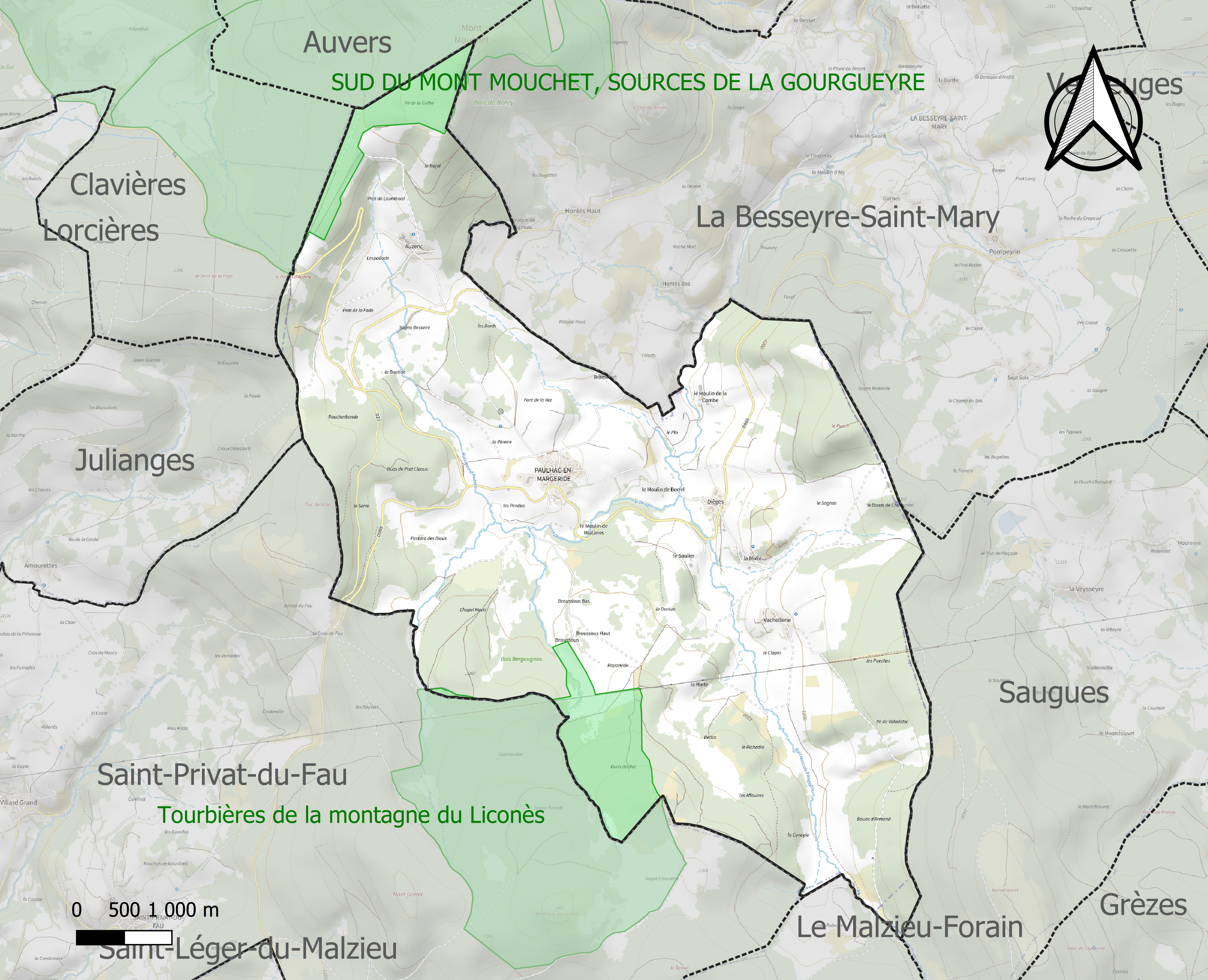
Carte des ZNIEFF de type 1 sur la commune.
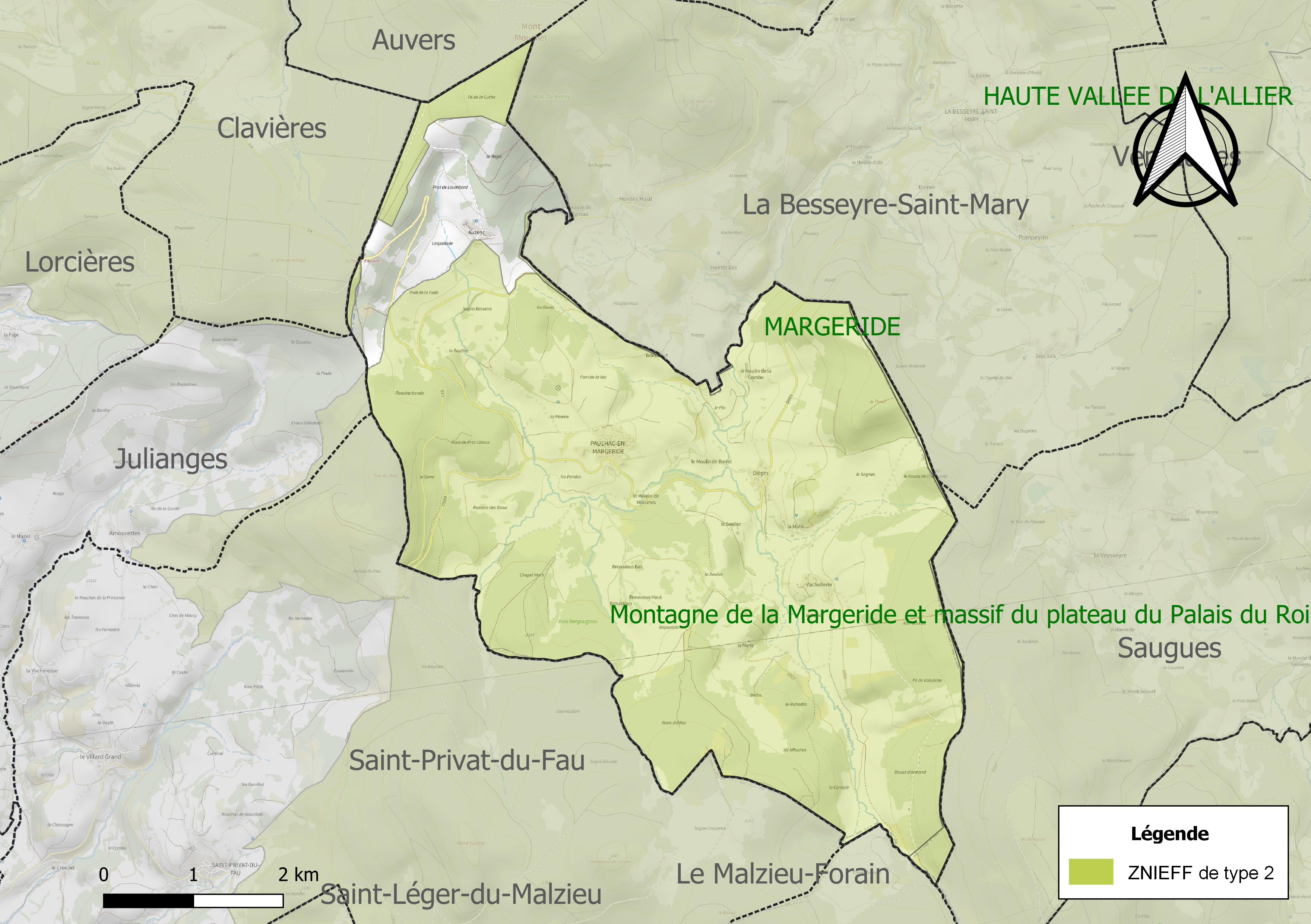
Carte des ZNIEFF de type 2 sur la commune.

## Urbanisme

### Typologie
Au 1er janvier 2024, Paulhac-en-Margeride est catégorisée commune rurale à habitat très dispersé, selon la nouvelle grille communale de densité à sept niveaux définie par l'Insee en 2022.
Elle est située hors unité urbaine et hors attraction des villes,.

### Occupation des sols
L'occupation des sols de la commune, telle qu'elle ressort de la base de données européenne d’occupation biophysique des sols Corine Land Cover (CLC), est marquée par l'importance des forêts et milieux semi-naturels (69,2 % en 2018), en diminution par rapport à 1990 (70,8 %). La répartition détaillée en 2018 est la suivante : 
forêts (43,3 %), zones agricoles hétérogènes (30,8 %), milieux à végétation arbustive et/ou herbacée (25,9 %). L'évolution de l’occupation des sols de la commune et de ses infrastructures peut être observée sur les différentes représentations cartographiques du territoire : la carte de Cassini (XVIIIe siècle), la carte d'état-major (1820-1866) et les cartes ou photos aériennes de l'IGN pour la période actuelle (1950 à aujourd'hui).

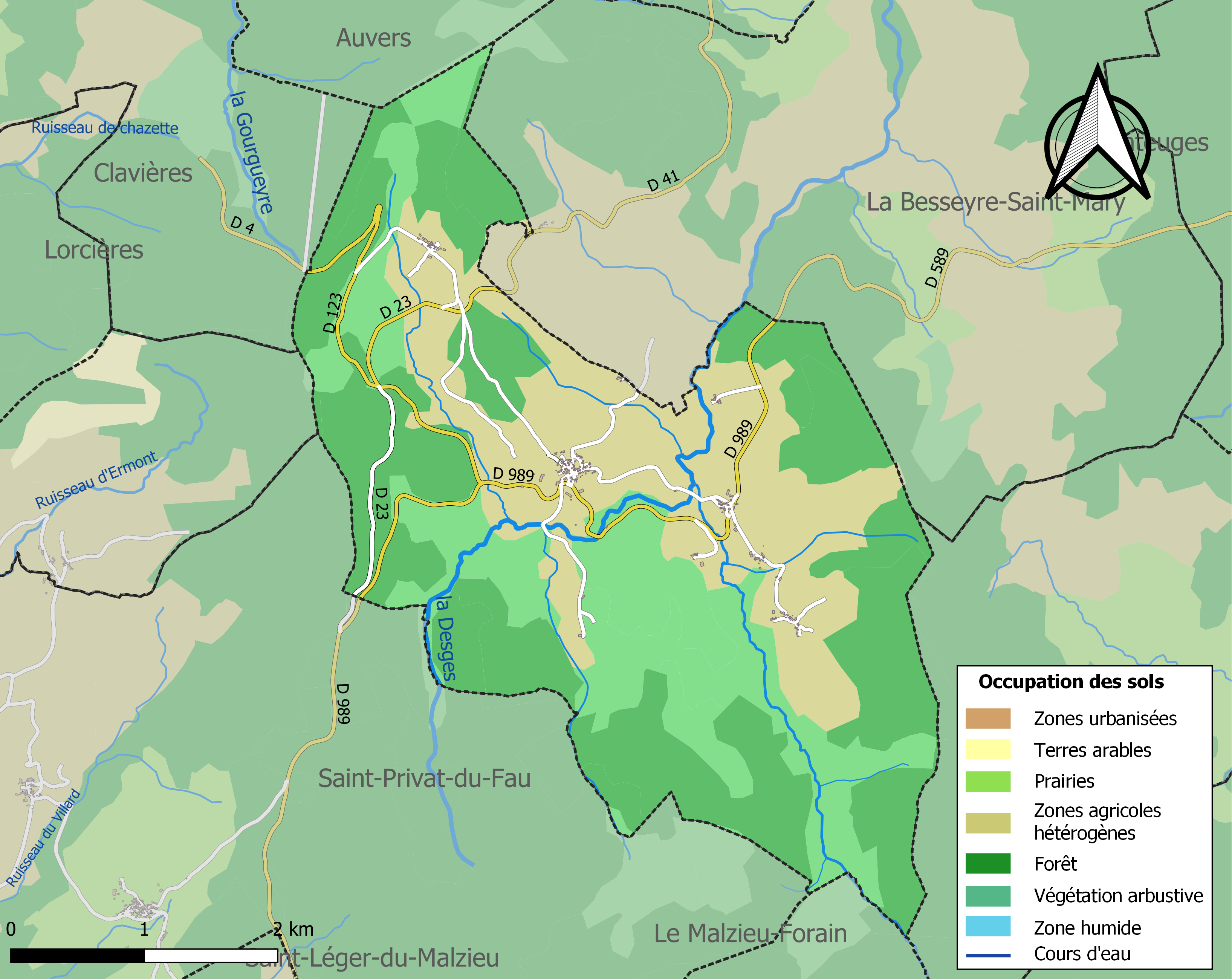
Carte des infrastructures et de l'occupation des sols de la commune en 2018 (CLC).

### Risques majeurs
Le territoire de la commune de Paulhac-en-Margeride est vulnérable à différents aléas naturels : météorologiques (tempête, orage, neige, grand froid, canicule ou sécheresse), feux de forêts et séisme (sismicité faible). Il est également exposé à un risque particulier : le risque de radon. Un site publié par le BRGM permet d'évaluer simplement et rapidement les risques d'un bien localisé soit par son adresse soit par le numéro de sa parcelle.

#### Risques naturels
Paulhac-en-Margeride est exposée au risque de feu de forêt. Un plan départemental de protection des forêts contre les incendies (PDPFCI) a été approuvé en décembre 2014 pour la période 2014-2023. Les mesures individuelles de prévention contre les incendies sont précisées par divers arrêtés préfectoraux et s’appliquent dans les zones exposées aux incendies de forêt et à moins de 200 mètres de celles-ci. L’arrêté du 23 mars 2018, complété par un arrêté de 2020, réglemente l'emploi du feu en interdisant notamment d’apporter du feu, de fumer et de jeter des mégots de cigarette dans les espaces sensibles et sur les voies qui les traversent sous peine de sanctions. L'arrêté du 23 août 2021, abrogeant un arrêté de 2002, rend le débroussaillement obligatoire, incombant au propriétaire ou ayant droit,,.
Par ailleurs, afin de mieux appréhender le risque d’affaissement de terrain, l'inventaire national des cavités souterraines permet de localiser celles situées sur la commune.
La commune a été reconnue en état de catastrophe naturelle au titre des dommages causés par les inondations et coulées de boue survenues en 1982.

#### Risque particulier
Dans plusieurs parties du territoire national, le radon, accumulé dans certains logements ou autres locaux, peut constituer une source significative d’exposition de la population aux rayonnements ionisants. Certaines communes du département sont concernées par le risque radon à un niveau plus ou moins élevé. Selon la classification de 2018, la commune de Paulhac-en-Margeride est classée en zone 3, à savoir zone à potentiel radon significatif.

## Histoire
L'actuelle commune de Paulhac est marquée par deux événements majeurs :
- entre 1764 et 1767, elle est une des victimes de la célèbre bête du Gévaudan ;
- en juin 1944, peu après le Débarquement en Normandie, elle subit un massacre presque complet, comparable (en plus petites proportions) à ce que connaît au même moment Oradour-sur-Glane[réf. nécessaire]. Une plaque à l'entrée de la commune commémore l'événement.

### Les Hospitaliers
Les villages de la commune se situant au pied du Mont Mouchet étaient jusqu'à la Révolution Française, des terres du Domaine de Paulhac dépendant de la Commanderie de Gap-Francès de l'ordre de Saint-Jean de Jérusalem.

## Politique et administration
| Période | Période    | Identité             | Étiquette | Qualité                        |
| ------- | ---------- | -------------------- | --------- | ------------------------------ |
|         | 1813       | Joseph Chabanel      |           |                                |
| 1813    | 1824       | Jean Barlier         |           |                                |
| 1824    | 1833       | Guillaume Cellier    |           |                                |
| 1833    | 1835       | Laurent Lèbre        |           |                                |
| 1835    | 1848       | Joseph Vissac        |           |                                |
| 1848    | 1856       | Pierre-Félix Privat  |           |                                |
| 1857    | 1868       | Jean-Pierre Pascal   |           |                                |
| 1867    | 1870       | Jean-Baptiste Vissac |           |                                |
| 1870    | 1878       | Pierre-Félix Privat  |           |                                |
| 1878    | 1900       | Jean-Baptiste Lèbre  |           |                                |
| 1900    | après 1902 | Férréol Privat       |           |                                |
|         |            | ....                 |           |                                |
| 1995    | 2014       | Edmond Martin        |           | Aubergiste                     |
| 2014    | 2020       | Alain Guennou        |           | Instituteur retraité à Paulhac |

## Démographie
L'évolution du nombre d'habitants est connue à travers les recensements de la population effectués dans la commune depuis 1793. Pour les communes de moins de 10 000 habitants, une enquête de recensement portant sur toute la population est réalisée tous les cinq ans, les populations de référence des années intermédiaires étant quant à elles estimées par interpolation ou extrapolation. Pour la commune, le premier recensement exhaustif entrant dans le cadre du nouveau dispositif a été réalisé en 2007.

En 2022, la commune comptait 92 habitants, en évolution de −8 % par rapport à 2016 (Lozère : +0,11 %, France hors Mayotte : +2,11 %).
| 1793 | 1800 | 1806 | 1821 | 1831 | 1836 | 1841 | 1846 | 1851 |
| ---- | ---- | ---- | ---- | ---- | ---- | ---- | ---- | ---- |
| 320  | 204  | 315  | 215  | 274  | 302  | 282  | 311  | 302  |

| 1856 | 1861 | 1866 | 1872 | 1876 | 1881 | 1886 | 1891 | 1896 |
| ---- | ---- | ---- | ---- | ---- | ---- | ---- | ---- | ---- |
| 324  | 329  | 340  | 328  | 325  | 350  | 336  | 327  | 330  |

| 1901 | 1906 | 1911 | 1921 | 1926 | 1931 | 1936 | 1946 | 1954 |
| ---- | ---- | ---- | ---- | ---- | ---- | ---- | ---- | ---- |
| 338  | 349  | 326  | 244  | 268  | 217  | 241  | 200  | 217  |

| 1962 | 1968 | 1975 | 1982 | 1990 | 1999 | 2006 | 2007 | 2012 |
| ---- | ---- | ---- | ---- | ---- | ---- | ---- | ---- | ---- |
| 211  | 192  | 178  | 154  | 127  | 120  | 110  | 108  | 102  |

| 2017 | 2022 | - | - | - | - | - | - | - |
| ---- | ---- | - | - | - | - | - | - | - |
| 101  | 92   | - | - | - | - | - | - | - |

## Économie

### Emploi
|                | 2008  | 2013  | 2018  |
| -------------- | ----- | ----- | ----- |
| Commune        | 1,5 % | 3,3 % | 5,3 % |
| Département    | 5 %   | 6,4 % | 7,1 % |
| France entière | 8,3 % | 10 %  | 10 %  |

En 2018, la population âgée de 15 à 64 ans s'élève à 57 personnes, parmi lesquelles on compte 78,9 % d'actifs (73,7 % ayant un emploi et 5,3 % de chômeurs) et 21,1 % d'inactifs,. Depuis 2008, le taux de chômage communal (au sens du recensement) des 15-64 ans est inférieur à celui de la France et du département.
La commune est hors attraction des villes,. Elle compte 27 emplois en 2018, contre 33 en 2013 et 37 en 2008. Le nombre d'actifs ayant un emploi résidant dans la commune est de 42, soit un indicateur de concentration d'emploi de 64,2 % et un taux d'activité parmi les 15 ans ou plus de 50 %.
Sur ces 42 actifs de 15 ans ou plus ayant un emploi, 26 travaillent dans la commune, soit 62 % des habitants. Pour se rendre au travail, 59,5 % des habitants utilisent un véhicule personnel ou de fonction à quatre roues, 19 % s'y rendent en deux-roues, à vélo ou à pied et 21,4 % n'ont pas besoin de transport (travail au domicile).

## Culture locale et patrimoine

### Lieux et monuments
- L'ancienne chapelle de Notre-Dame-de-Beaulieu.
- Église Saint-Jean-Baptiste de Paulhac-en-Margeride. L'édifice est référencé dans la base Mérimée et à l'Inventaire général Région Occitanie[26].

### Patrimoine culturel

#### Langue
Le dialecte de langue occitane encore parlé dans le village est le nord-occitan, comme celui des communes qui le jouxtent au sud.

### Personnalités liées à la commune
- Marie-Jeanne Vallet (ca 1745 - 1787), a combattu la Bête du Gévaudan.

### Héraldique, logotype et devise
| Blason de Paulhac-en-Margeride | Blason  | D’argent, à deux bêtes du Gévaudan affrontées de sable, animées et armées de gueules, posées sur un mont de sinople et surmontées en chef d’une croix de Malte de gueules. |
| Blason de Paulhac-en-Margeride | Détails | Le mont de sinople représente la Margeride, territoire montagneux qui sert de déterminant au nom de la commune. Les deux bêtes du Gévaudan indiquent que Paulhac-en-Margeride a été le lieu où elle a sévi le plus fortement. Cet animal monstrueux était en réalité un gros loup, mais la légende s’est nourrie des descriptions de l’époque. L’une d’elles, celle qui est la plus connue, décrit la bête comme ayant la tête d’un loup, les pattes avant d’un ours et le reste du corps d'un lion. C’est ainsi qu’elle est figurée dans l’écu. L’argent et la croix de Malte signalent que Paulhac-en-Margeride a été un prieuré qui dépendait de la Commanderie d’Hospitaliers de Saint-Jean de Jérusalem. Les ornements sont deux branches de sapin de sinople, fruitées d'or, mises en sautoir par la pointe et liées d'or afin d'indiquer la présence de vastes bois propices à de grandes randonnées. La croix de guerre 1939-1945 ayant été attribuée à la commune avec étoile de bronze pour faits de résistance avec citation à l’ordre de la brigade, elle figure donc en pointe de l’écu. Le listel d'argent porte le nom de la commune en lettres majuscules de sable. La couronne de tours dit que l’écu est celui d’une commune ; elle n’a rien à voir avec des fortifications. Le statut officiel du blason reste à déterminer. |